# Gabriela Chlumecká
Gabriela Chlumecká (* 24. dubna 1975, Kladno) je česká fotbalistka, která hrála jako útočník. S fotbalem začínala v Kladně. Poté hrála za Spartu Praha, Slavii Praha a sezonu strávila také v německém Norimberku. Hrála za československou a českou reprezentaci (66 utkání, 52 vstřelených branek).

## Hráčská kariéra
K fotbalu ji přivedl otec Jaroslav Chlumecký (bývalý ligový fotbalista SK Kladno). Hrát začala v rodném Kladně, ale brzy odešla do pražské Sparty (1991 až 2003). Jako jedna z prvních Češek okusila také zahraničí, když strávila sezonu v Norimberku (1999/2000). Po návratu do České republiky působila dál ve Spartě, ale v roce 2003 přestoupila do SK Slavia Praha, kde také ukončila kariéru v roce 2007.
Poslední utkání za národní tým odehrála 26. 5. 2007 proti Severnímu Irsku (Kvalifikace EURO 2009 ženy "A"), vstřelila hattrick a Česká republika tehdy vyhrála 3:1.
V roce 1995 byla vyhlášena českou Fotbalistkou roku. Mnohokrát také vyhrála korunu královny střelkyň v 1. lize žen, ve které slavila mistrovský titul 8x se Spartou a v ročníku 2003/04 se Slavií.
V roce 2017 ji klub Sparta Praha ocenil v rámci 50. výročí od založení ženského týmu jako jednu z nejvýraznějších osobností své historie.

## Statistiky

### Reprezentační

#### Góly na Mezinárodních turnajích
| #   | Datum              | Místo                     | Soupeř        | Skóre | Výsledek | Soutěž                                                |
| --- | ------------------ | ------------------------- | ------------- | ----- | -------- | ----------------------------------------------------- |
| 1.  | 10. září 1994      | Kecskemét, Maďarsko       | Maďarsko      | 0:1   | 4:4      | Kvalifikace na Mistrovství Evropy ve fotbale žen 1995 |
| 2.  | 10. září 1994      | Kecskemét, Maďarsko       | Maďarsko      | 4:4   | 4:4      | Kvalifikace na Mistrovství Evropy ve fotbale žen 1995 |
| 3.  | 17. září 1995      | Příbram, Česko            | Estonsko      | 1:0   | 11:0     | Kvalifikace na Mistrovství Evropy ve fotbale žen 1997 |
| 4.  | 17. září 1995      | Příbram, Česko            | Estonsko      | 2:0   | 11:0     | Kvalifikace na Mistrovství Evropy ve fotbale žen 1997 |
| 5.  | 17. září 1995      | Příbram, Česko            | Estonsko      | 4:0   | 11:0     | Kvalifikace na Mistrovství Evropy ve fotbale žen 1997 |
| 6.  | 17. září 1995      | Příbram, Česko            | Estonsko      | 7:0   | 11:0     | Kvalifikace na Mistrovství Evropy ve fotbale žen 1997 |
| 7.  | 17. září 1995      | Příbram, Česko            | Estonsko      | 9:0   | 11:0     | Kvalifikace na Mistrovství Evropy ve fotbale žen 1997 |
| 8.  | 17. září 1995      | Příbram, Česko            | Estonsko      | 10:0  | 11:0     | Kvalifikace na Mistrovství Evropy ve fotbale žen 1997 |
| 9.  | 7. října 1995      | Mogilev, Bělorusko        | Bělorusko     | 0:1   | 0:1      | Kvalifikace na Mistrovství Evropy ve fotbale žen 1997 |
| 10. | 25. května 1996    | Tallinn, Estonsko         | Estonsko      | 0:1   | 0:7      | Kvalifikace na Mistrovství Evropy ve fotbale žen 1997 |
| 11. | 25. května 1996    | Tallinn, Estonsko         | Estonsko      | 0:3   | 0:7      | Kvalifikace na Mistrovství Evropy ve fotbale žen 1997 |
| 12. | 25. května 1996    | Tallinn, Estonsko         | Estonsko      | 0:4   | 0:7      | Kvalifikace na Mistrovství Evropy ve fotbale žen 1997 |
| 13. | 25. srpna 1996     | Lázně Bohdaneč, Česko     | Polsko        | 3:0   | 6:2      | Kvalifikace na Mistrovství Evropy ve fotbale žen 1997 |
| 14. | 25. srpna 1996     | Lázně Bohdaneč, Česko     | Polsko        | 4:1   | 6:2      | Kvalifikace na Mistrovství Evropy ve fotbale žen 1997 |
| 15. | 25. srpna 1996     | Lázně Bohdaneč, Česko     | Polsko        | 5:1   | 6:2      | Kvalifikace na Mistrovství Evropy ve fotbale žen 1997 |
| 16. | 7. října 1997      | Tallinn, Estonsko         | Estonsko      | 0:5   | 0:8      | Kvalifikace na Mistrovství světa ve fotbale žen 1999  |
| 17. | 10. října 1997     | Vilnius, Litva            | Litva         | 0:2   | 0:12     | Kvalifikace na Mistrovství světa ve fotbale žen 1999  |
| 18. | 10. října 1997     | Vilnius, Litva            | Litva         | 0:3   | 0:12     | Kvalifikace na Mistrovství světa ve fotbale žen 1999  |
| 19. | 10. října 1997     | Vilnius, Litva            | Litva         | 0:4   | 0:12     | Kvalifikace na Mistrovství světa ve fotbale žen 1999  |
| 20. | 10. října 1997     | Vilnius, Litva            | Litva         | 0:5   | 0:12     | Kvalifikace na Mistrovství světa ve fotbale žen 1999  |
| 21. | 10. října 1997     | Vilnius, Litva            | Litva         | 0:7   | 0:12     | Kvalifikace na Mistrovství světa ve fotbale žen 1999  |
| 22. | 10. října 1997     | Vilnius, Litva            | Litva         | 0:11  | 0:12     | Kvalifikace na Mistrovství světa ve fotbale žen 1999  |
| 23. | 16. května 1998    | Sedlčany, Česko           | Litva         | 1–0   | 9–0      | Kvalifikace na Mistrovství světa ve fotbale žen 1999  |
| 24. | 16. května 1998    | Sedlčany, Česko           | Litva         | 6:0   | 9–0      | Kvalifikace na Mistrovství světa ve fotbale žen 1999  |
| 25. | 14. listopadu 1999 | Cumbernauld, Skotsko      | Skotsko       | 0:1   | 2:1      | Kvalifikace na Mistrovství Evropy ve fotbale žen 2001 |
| 26. | 28. května 2000    | Arklow, Irsko             | Irsko         | 0:1   | 0:4      | Kvalifikace na Mistrovství Evropy ve fotbale žen 2001 |
| 27. | 1. července 2000   | Vranovice, Česko          | Chorvatsko    | 1:0   | 5:0      | Kvalifikace na Mistrovství Evropy ve fotbale žen 2001 |
| 28. | 26. srpna 2000     | Blšany, Česko             | Skotsko       | 1:1   | 5:1      | Kvalifikace na Mistrovství Evropy ve fotbale žen 2001 |
| 29. | 26. srpna 2000     | Blšany, Česko             | Skotsko       | 2:1   | 5:1      | Kvalifikace na Mistrovství Evropy ve fotbale žen 2001 |
| 30. | 17. listopadu 2001 | Drnovice, Česko           | Francie       | 1:2   | 1:2      | Kvalifikace na Mistrovství světa ve fotbale žen 2003  |
| 31. | 26. května 2002    | Blšany, Česko             | Ukrajina      | 1:0   | 2:3      | Kvalifikace na Mistrovství světa ve fotbale žen 2003  |
| 32. | 5. listopadu 2005  | Lisabon, Portugalsko      | Portugalsko   | 0:2   | 0:3      | Kvalifikace na Mistrovství světa ve fotbale žen 2007  |
| 33. | 4. června 2006     | Roudnice nad Labem, Česko | Portugalsko   | 5:0   | 6:0      | Kvalifikace na Mistrovství světa ve fotbale žen 2007  |
| 34. | 27. srpna 2006     | Čelákovice, Česko         | Bělorusko     | 2:0   | 3:0      | Kvalifikace na Mistrovství světa ve fotbale žen 2007  |
| 35. | 26. května 2007    | Coleraine, Severní Irsko  | Severní Irsko | 1:1   | 1:3      | Kvalifikace na Mistrovství Evropy ve fotbale žen 2009 |
| 36. | 26. května 2007    | Coleraine, Severní Irsko  | Severní Irsko | 1:2   | 1:3      | Kvalifikace na Mistrovství Evropy ve fotbale žen 2009 |
| 37. | 26. května 2007    | Coleraine, Severní Irsko  | Severní Irsko | 1:3   | 1:3      | Kvalifikace na Mistrovství Evropy ve fotbale žen 2009 |